# Pitcairnia altensteinii
Pitcairnia altensteinii är en gräsväxtart som först beskrevs av Link, Klotzsch och Christoph Friedrich Otto, och fick sitt nu gällande namn av Lem.. Pitcairnia altensteinii ingår i släktet Pitcairnia och familjen Bromeliaceae. Inga underarter finns listade i Catalogue of Life.